# BMW Open 2001
BMW Open 2001 — тенісний турнір, що проходив на ґрунтових кортах у місті Мюнхен, Німеччина з 30 квітня. Належав до категорії ATP International Series.

## Фінальна частина

### Одиночний розряд
Їржі Новак (тенісист) —  Антоні Дюпюї 6–4, 7–5

### Парний розряд
Петр Лукса /  Радек Штепанек —  Жайме Онсінс /  Даніель Оршанік 5–7, 6–2, 7–6(7–5)